# Itaúba
A itaúba (Mezilaurus itauba (Meisn.) Taub. ex Mez) é uma árvore da família das lauráceas, nativa do Brasil, especialmente dos estado de Acre, Amazonas, Amapá, Pará, Rondônia, Roraima (Norte) e Mato Grosso (Centro-Oeste).

## Características
Esta árvore tem um tamanho médio de 20 a 40 metros e geralmente se assemelha a um arbusto em terrenos arenosos ou pedregosos. Sua copa é geralmente globosa, enquanto o tronco é reto e cilíndrico, medindo cerca de 60 a 80 centímetros de diâmetro. A casca é rugosa e fissurada, apresentando uma coloração avermelhada. As folhas são alternas, simples e agrupadas nas extremidades dos ramos. Elas têm uma textura coriácea, margens mais ou menos planas e são glabras, medindo aproximadamente de 12 a 15 centímetros de comprimento por 4 a 8 centímetros de largura. Os pecíolos planos e glabros possuem cerca de 1 a 2 centímetros de comprimento, e as folhas exibem nervuras salientes e reticulares em ambas as faces. As inflorescências são solitárias e axilares, agrupadas em racemos quase glabros, com cerca de 10 a 14 centímetros de comprimento, sustentadas por pedúnculos de 2 a 4 centímetros de comprimento. O fruto é uma baga elipsoide e glabra. Apresenta alta densidade (0,96 g/cm³) e é resistente, tornando-se difícil de serrar e aplainar. Sua textura é de média a uniforme, com um grão ondulado a revesso. Além disso, possui alta resistência mecânica e é extremamente durável, não se corrompendo facilmente. A Floração ocorre durante os meses de março a abril. Os frutos amadurecem de junho a agosto. Os frutos são apreciados e consumidos por pássaros.

## Sinônimos
Abaixo a lista dos sinônimos do nome científico:
Basiônimo:
Acrodiclidium itauba Meisn.
Heterotípicos:
Acrodiclidium anacardioides Spruce ex Meisn.
Acrodiclidium itauba var. amarella Meisn.
Acrodiclidium ita-uba var. amarella Meisn.
Mezilaurus anacardioides (Spruce ex Meisn.) Taub. ex Mez
Oreodaphne hookeriana Meisn.
Silvia polyantha Mez
Silvia rondonii Mez & Hoehne
Homotípicos:
Acrodiclidium ita-uba Meisn.
Endiandra itauba (Meisn.) Benth.
Mezia itauba (Meisn.) Kuntze
Silvia itauba (Meisn.) Pax
1. ↑  Americas Regional Workshop (Conservation & Sustainable Management of Trees, Costa Rica, November 1996)  (1998).     Mezilaurus itauba (em inglês). IUCN   1998. Lista Vermelha de Espécies Ameaçadas da IUCN.   1998: 2.3.   doi:https://dx.doi.org/10.2305/IUCN.UK.1998.RLTS.T32486A9704031.en  Página visitada em 14 de maio de 2023.
2. ↑  SiBBr. «Species: Mezilaurus itauba (Itaúba)». ala-bie.sibbr.gov.br (em inglês). Consultado em 14 de maio de 2023
3. ↑  Moraes-Silva, Jéssica (25 de março de 2019). «Análise florística e estrutural de uma área de manejo florestal no Amazonas: estudo de caso de Mezilaurus itauba (Meisn.) Taub. ex Mez». Consultado em 15 de maio de 2023
4. ↑  Diz, Acosta, Emanoelle (2013). «Reaproveitamento de resíduos de itaúba (Mezilaurus itauba) por meio de extração com CO2 em estado supercrítico». Consultado em 15 de maio de 2023
5. ↑  «Itaúba - Portal Embrapa». www.embrapa.br. Consultado em 15 de maio de 2023
6. ↑  «LPF - Laboratório de Produtos Florestais - LPF - Laboratório de Produtos Florestais». lpf.florestal.gov.br. Consultado em 15 de maio de 2023
7. ↑  «Flora e Funga do Brasil». reflora.jbrj.gov.br. Consultado em 15 de maio de 2023